# Niduregelia lyman-smithii
Niduregelia lyman-smithii är en gräsväxtart som först beskrevs av Elton Martinez Carvalho Leme, och fick sitt nu gällande namn av Elton Martinez Carvalho Leme. Niduregelia lyman-smithii ingår i släktet Niduregelia och familjen Bromeliaceae. Inga underarter finns listade i Catalogue of Life.